# Linchi-szalangána
A Linchi-szalangána (Collocalia linchi) a madarak osztályának a sarlósfecske-alakúak (Apodiformes) rendjébe és a sarlósfecskefélék (Apodidae) családjába tartozó faj.

## Rendszerezése
A fajt Thomas Horsfield és Frederic Moore írták le 1845-ben.

## Alfajai
- Collocalia linchi dedii S. Somadikarta, 1986
- Collocalia linchi dodgei Richmond, 1905[2] vagy Collocalia dodgei[1]
- Collocalia linchi linchi Horsfield & Moore, 1854
- Collocalia linchi ripleyi S. Somadikarta, 1986[2]

## Előfordulása
Délkelet-Ázsiában, Indonézia és Malajzia területén honos. Természetes élőhelyei szubtrópusi és trópusi síkvidéki és hegyi esőerdők, barlangok közelében. Állandó, nem vonuló faj.

## Megjelenése
Testhossza 10 centiméter.
|  |

## Természetvédelmi helyzete
Az elterjedési területe rendkívül nagy, egyedszáma csökkenő, de még nem éri el a kritikus szintet. A Természetvédelmi Világszövetség Vörös listáján nem fenyegetett fajként szerepel.